# SQL
Structured Query Language (SQL - IPA: (izgovor: [ˌɛskjuːˈɛl] ili [`siːkwəl]) je strukturni upitni jezik, programski jezik visoke razine. Najpopularniji je računalni jezik za izradu, traženje, ažuriranje i brisanje podataka iz relacijskih baza podataka. SQL je stardardiziran preko standarda ANSI i ISO.

## Povijest
SQL je bio jedan od prvih jezika za relacijski model Edgara F. Codda u njegovom poznatom radu iz 1970. "A Relational Model of Data for Large Shared Data Banks", izdanom u lipnju 1970. u novinama Association for Computing Machinery (ACM), Communications of the ACM, iako su prvi koncepti već cirkulirali unutar samog IBM već 1969. SQL je postao je jedan od najčešće korištenih jezika za relacijske baze podataka i danas se može reći da je Coddov model široko prihvaćen kao definitivni model za relacijske baza podataka (RDBMS ili RDMS).
Tijekom 1970-ih, grupa iz IBMovog istraživačkog centra u San Joseu razvila je sustav baze podataka "System R" temeljen na Coddovu modelu. Structured English Query Language ("SEQUEL") je bio dizajniran manipulirati i vaditi podatke spremljene u System R. Kratica SEQUEL je kasnije bila sročena u SQL zbog toga što je riječ 'SEQUEL' bila zaštitni znak Hawker Siddeley zrakoplovne tvrtke u Ujedinjenom Kraljevstvu. Iako SQL je bio inspiriran Coddovim radom, IBM-ovci Donald D. Chamberlin i Raymond F. Boyce su postali autori SEQUEL jezičnog dizajna. Njihov koncept je bio izdan da poveća interes prema SQL-u.
Prva nekomercijalna, relacijska, ne-SQL baza podataka bila je Ingres, razvijena 1974. u Sveučilištu u Kaliforniji, Berkeleyu.
1978., metodska testiranja su bila napravljena na testnim centrima za kupce. Demonstrirajući korisnost i praktičnost sustava, ovo testiranje se dokazalo kao uspjeh za IBM. Kao rezultat toga, IBM je počeo s razvojem komercijalnih proizvoda baziranih na njihov sustav System R prototip koji je izvršavao SQL, zajedno sa System/38 (najavljen 1978. i komercijalno dostupan u kolovozu 1979.), SQL/DS (predstavljen 1981.) i DB2 (1983.).
Istovremeno Relational Software, Inc. (danas poznat kao Oracle Corporation) je vidio potencijal u opisu koncepta Chamberlina i Boycea, i razvili su vlastitu inačicu RDBMS za ratnu mornaricu, CIA-u i ostale. U ljeto 1979. Relational Software, Inc. je predstavio Oracle V2 (Version2) za računala VAX kao prva komercijalno dostupna implementacija SQL-a.

## Naredbe

### 1. Pretraga podataka i grupiranje podataka
- SELECT 
  - FROM, JOIN
  - WHERE
  - GROUP BY
  - HAVING
  - ORDER BY

Primjer 1:
```
  
SELECT
 
*
 
FROM
 
knjige

  
WHERE
 
cijena
 
>
 
100
.
00

  
ORDER
 
BY
 
naslov

```

### 2. Podatkovna manipulacija
- INSERT
- UPDATE
- MERGE
- DELETE

```
  
INSERT
 
Primjer
:

  
INSERT
 
INTO
 
moja_tablica
 
(
polje1
,
 
polje2
,
 
polje3
)
 
VALUES
 
(
'test'
,
 
'N'
,
 
NULL
);

```

### 3. Kontrola transakcije
- BEGIN WORK (ili START TRANSACTION, ovisno o SQL dijalektu)
- COMMIT
- ROLLBACK

Primjer:
```
  
BEGIN
 
WORK
;

  
UPDATE
 
inventar
 
SET
 
količina
 
=
 
količina
 
-
 
3
 
WHERE
 
item
 
=
 
'hlače'
;

  
COMMIT
;

```

### 4. Definicija podataka
- CREATE
- DROP
- TRUNCATE
- ALTER

Primjer:
```
  
CREATE
 
TABLE
 
moja_tablica
 
(

  
moje_polje1
 
INT
,

  
moje_polje2
 
VARCHAR
 
(
50
),

  
moje_polje3
 
DATE
 
NOT
 
NULL
,

  
PRIMARY
 
KEY
 
(
moje_polje1
,
 
moje_polje2
)

);

```

### 5. Kontrola podataka
- GRANT (dodjela prava)
- REVOKE

Primjer:
```
  
GRANT
 
SELECT
,
 
UPDATE
 
ON
 
moja_tablica
 
TO
 
neki_korisnik
,
 
drugi_korisnik
.

```

### 6. Ostalo
- ANSI-standard SQL podupire dvostruku liniju, --, kao jednoredčani indentifikator komentara (neke ekstencije također C-stil /* komentari */ za komentare u više redaka).

## Alternative
Treba razlikovati alternative relacijskih jezika upita i alternative SQL-a. U sljedećoj listi su navedene alternative SQL-a, ali su još uvijek (nominalno) relacijske: 
- IBM Business System 12 (IBM BS12)
- Tutorial D
- TQL - Luca Cardelli
- Hibernate Query Language (HQL) - Java-bazirani alat koji koristi modificirani SQL
- EJB-QL (Enterprise Java Bean Query Language/Java Persistence Query Language)
- Quel predstavljen 1974. od strane U.C. Berkeley Ingres projekta.
- Object Query Language - Object Data Management Group.
- Datalog
- LINQ